# Ларрі Адлер
Ларрі Адлер — американський музикант, виконавець на губній гармоніці, композитор.
Лоуренс Сесіл (Ларрі) Адлер народився 10 лютого 1914 року в Балтиморі, штат Меріленд, США. Він був ортодоксальним євреєм із російським корінням, з дитинства співав в хорі, і хоча не володів нотною грамотою, навчився грати на фортепіано та губній гармоніці. Його вигнали з Консерваторії Пібоді в Балтиморі, бо замість класичного твору він зіграв композицію «Yes, We Have No Bananas». Менше з тим, 1927 року він переміг на змаганні між гравцями на гармоніці у Меріленді та невдовзі переїхав до Нью-Йорку.
Ларрі Адлер влаштувався на роботу в компанію Paramount, грав у водевілях, брав участь у ревю, виступав з багатьма провідними виконавцями, серед яких танцюр Фред Астер. Адлер був особисто знайомим з композитором Джорджем Гершвіном та часто виконував його твори. Протягом другої половини 1930-х років Адлер став відомим американським виконавцем, грав разом з оркестром Дюка Еллінгтона, виступав у провідних клубах та закладах, як сольно, так і в акомпанементі оркестру.
Адлер багато виступав перед війсковими під час Другої світової війни та Корейської війни. На початку 1950-х років під час маккартизму та боротьби з комуністами він потрапив до «чорного списку» та був змушений залишити США. Він оселився у Великій Британії, проте часто повертався до США та виступав в інших країнах з симфонічним оркестром. Адлер писав музику до кінофільмів, серед яких британська комедія 1953 року «Женев'єва», телепрограм та театральних вистав. Своє 75-річчя він відзначив концертом в лондонському Королівському Альберт-голі. В 1990-ті роки Адлер співпрацював зі Стінгом, Міт Лофом, Кейт Буш, Пітером Гебріелом, Шинейд О'Коннор та багатьма іншими.
Ларрі Адлер вмер в серпні 2001 року в Лондоні від раку.